# ブニョロ

ブニョロの旗

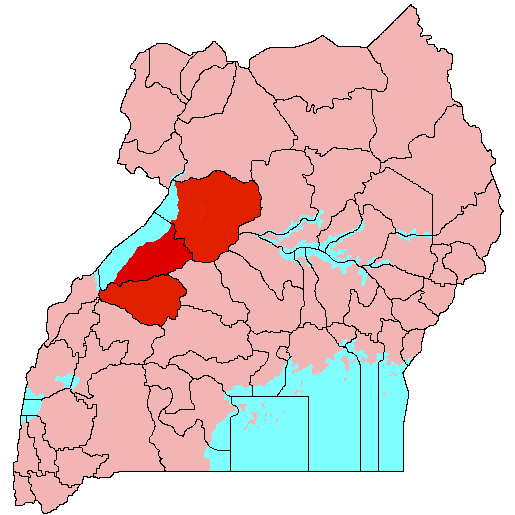
2001年から2005年のブニョロと県境

ブニョロはウガンダ西部の歴史的地域で、バントゥー系のニョロ族の国を意味し、かつてのブニョロ＝キタラ帝国（en:Empire of Kitara）の直轄地の北西部に当たる。ブニョロ＝キタラ帝国は神聖な王（オムカマ）により治められ、ナルバーレ（後のヴィクトリア湖）北西岸一帯を勢力圏としたが、ブガンダ王国（現ブガンダ）がバナナ栽培や象牙交易で繁栄すると勢力を削がれ、1830年代には南部がトロ王国として分裂し、イギリス勢の到来と共に南部をブガンダに奪われて、1896年にイギリスのウガンダ植民地に組み込まれた。当時のブニョロ王のカバレガは再興を目指して度々蜂起し1876年にはトロを再併合するなどしたが、セメイ・カクングルらに敗れ1899年ブガンダのカバカ（王）ムワンガ2世と共にセイシェルに流された。ブニョロの領域は「アルバート湖」東岸のみとなったが、ウガンダ独立後の住民投票によりムベンデ地方西部（後のキバレ県）はブニョロに返還された。首都はホイマからマシンディ、ムパロへと移された。ブニョロの北はアチョリ地方、東はランゴ地方、東南はブガンダ領となった。
ミルトン・オボテ政権時の1967年にブニョロは他の王国と共に王制を廃止された。ブニョロの北部はマーチソン滝国立公園が置かれていたが、イディ・アミン政権時代にカバレガ国立公園に改名された。1993年には文化的指導者としての王制が復活され、1994年にソロモン・ガフビサ・イグル1世が第49代（ビト朝第27代）オムカマに即位した。